# Lingua sami di Ume
La lingua sami di Ume è una lingua sami parlata in Svezia.

## Distribuzione geografica
Secondo l'edizione 2009 di Ethnologue, nel 2000 si contavano 20 locutori di sami di Ume, in alcune località lungo il corso del fiume Ume nella contea di Västerbotten. È considerata una lingua in via di estinzione.

## Alfabeto
L'alfabeto è così composto: Aa Áá Bb Dd Đđ Ee Ff Gg Hh Ii Ïï Jj Kk Ll Mm Nn Ŋŋ Oo Pp Rr Ss Tt Ŧŧ Uu Üü Vv Yy Åå Ää Öö.